# Dieter Erler
Dieter Erler (Glauchau, Duitsland, 28 mei 1939 – † Chemnitz, 10 april 1998) was een Duitse voetballer. De middenvelder speelde 47 interlands voor het voetbalelftal van de Duitse Democratische Republiek. In 1967 werd hij verkozen tot Oost-Duits voetballer van het jaar. Hij overleed op 58-jarige leeftijd.

## Erelijst
SC Wismut Karl-Marx-Stadt
- Oost-Duitse beker

1959
 FC Karl Marx-Stadt
- Oost-Duitse beker

1967
- Oost-Duits voetballer van het jaar

1967